# Bombardier M7
Die M7 sind elektrische Triebwagen, die von Bombardier gebaut und ab 2002 ausgeliefert wurden. Sie wird von der Metropolitan Transportation Authority auf der Long Island Rail Road (M7) und der Metro-North Railroad (M7A) eingesetzt. Die Einheiten ersetzten die Triebwagen der Reihe M1, die zuvor auf diesen Strecken eingesetzt wurden. Die Triebzüge sind auf den Betrieb auf Strecken mit seitlichen Stromschienen ausgelegt. Für die beiden Betreiber wurden insgesamt 1172 Wagen gebaut.

## Beschreibung
Die M7 sind als Doppeltriebwagen ausgeführt. Die „A“- und „B“-Wagen unterscheiden sich und werden mit geradzahligen beziehungsweise ungeradzahligen Fahrzeugbezeichnungen geführt. Die „B“-Wagen verfügen über eine behindertengerechte Toilette, die größer ist als die Toilette der Triebwagen M1 und M3 und für die Aufnahme eines Rollstuhls sowie eines Begleiters und/oder Begleittiers (Blinden-, Signal- oder Begleithund) ausreicht. Die vergrößerte Toilette reduziert die Anzahl der Sitzplätze im Wagen.
Die M7 wurden aufgrund der Unterschiede bei der Stromversorgung und der Signalanlagen zwischen den LIRR- und den Metro-Nord-Strecken in zwei leicht abweichenden Versionen gebaut. Während die Stromschienen der LIRR von oben bestrichen werden, sind sie bei der Metro-North auf die bereits von der New York Central als Vorgängergesellschaft eingeführte Stromabnahme von unten ausgelegt. Wesentlicher äußerlicher Unterschied sind die Farbschemata am Führerstand jedes Wagens. Die M7As der Metro-North haben blaue Fronten mit weißen Streifen, während die M7 der LIRR schwarze und gelbe Fronten haben. Die M7As von Metro-North sind nicht mit beleuchteten Nummernschildern ausgestattet, die M7 von LIRR hingegen schon. Die Metro North M7 wurden auch im Film Girl on the Train von 2016 verwendet.

## Geschichte
Ende 1999 erhielt Bombardier einen Auftrag über 836 LIRR M7. In der Niederlassung in Ronkonkoma begannen Anfang 2002 Testfahrten mit dem LIRR M7. Nach mehreren erfolgreichen Tests wurde am 30. Oktober 2002 der Personentransport in der Niederlassung in Long Beach aufgenommen, und der erste M7A von Metro-North wurde im April 2004 in Betrieb genommen. Alle M7 wurden Anfang 2007 ausgeliefert.

## Unfälle und Zwischenfälle
- Am 3. Februar 2015 war ein M7A-Zug auf der Harlem Line von Metro-North in eine Kollision mit einem auf den Gleisen in Valhalla, New York, angehaltenen Auto verwickelt. Sechs Menschen wurden getötet und mindestens fünfzehn verletzt. Der Wagen Nr. 4333 wurde bei dem anschließenden Brand zerstört.[1]
- Am 4. Januar 2017 fuhr ein M7-Zug auf der Atlantic Branch der Long Island Rail Road in den Prellbock von Gleis 6 des Atlantic Terminal. Der Unfall forderte keine Todesopfer, aber es wurden über 100 Menschen verletzt. Der Wagen Nr. 7553 wurde bei der Kollision schwer beschädigt, nachdem eine gebrochene Schiene den Unterboden durchbohrt und ein großes Loch erzeugt hatte.[2]
- Am 26. Februar 2019 kollidierte ein M7-Zug auf der Zweigstrecke der LIRR nach Ronkonkoma an einem Bahnübergang mit einem Lastwagen, der zuvor von einem Zug aus der Gegenrichtung auf das Gleis in Richtung Ronkoma geschleudert worden war. Der Wagen Nr. 7425 als erster Wagen des Zuges entgleiste und prallte auf den Bahnsteig des Bahnhofs Westbury. Er wurde dadurch schwer beschädigt, während der Lastwagen zwischen den beiden Zügen zerquetscht wurde und Feuer fing. Drei Menschen im Lastwagen wurden getötet, während es im Zug keine Todesopfer gab. Der Triebwagenführer konnte zusammen mit einem Fahrgast noch rechtzeitig in den hinteren Teil des ersten Wagens flüchten. Vor dem Zusammenstoß hatte der Fahrer des Lastwagens nach einem Unfall auf einer nahen Straße Unfallflucht begangen und war an den geschlossenen Schranken des Bahnübergangs vorbei auf die Gleise gefahren.[3]

## Fehlerbehebungen
Die M7-Fahrzeuge schwankten bei der Inbetriebnahme mehr als beabsichtigt hin und her und mussten modifiziert werden, um das Schwanken zu verringern. Ende 2006 begann der MTA mit dem Austausch aller M7-Armlehnen, nachdem er über 100.000 US-Dollar an Kunden ausgezahlt hatte, die Beschwerden eingereicht hatten. Die werkseitig installierten Armlehnen waren dafür berüchtigt, in Hosentaschen zu schlüpfen und sie beim Aufstehen zu zerreißen. Das neue Design hat ein anderes Profil und ist mit einem stofffreundlicheren Gummi beschichtet. Einige Passagiere beklagten sich über weniger Sitzplätze pro B-Wagen, eine Folge der größeren ADA-konformen Toiletten und über die Breite der Sitze. Das Management von Metro-North erhielt Feedback zum M7, was die Entwicklung der M8-Triebwagen für die New Haven Line beeinflusste.
Im Herbst 2006 traten bei den M7As aufgrund von Laub und einem als „Slip-Slide“ bekannten Zustand ernsthafte Bremsprobleme auf. Dies führte dazu, dass fast 2/3 der Metro-Nord-Flotte aufgrund von flachgeschliffenen Stellen auf Rädern in Folge eines Blockierens beim Bremsen außer Betrieb genommen wurden. Während die LIRR-Flotte eine deutlich bessere Leistung erbrachte, wurden die von beiden Eisenbahnen entfernten M1 reaktiviert und verkürzte Zeitpläne eingeführt, bis die M7-Flotte den vollen Betrieb wieder aufnehmen konnte.
Ab 2007 hat die Züge den höchsten mittleren Abstand zwischen Ausfällen aus der gesamten LIRR-Flotte. Dies hatte teilweise mit der Neuheit der Flotte zu tun, weshalb die Flotte häufig auf Zuverlässigkeit getestet werden musste.

## Galerie

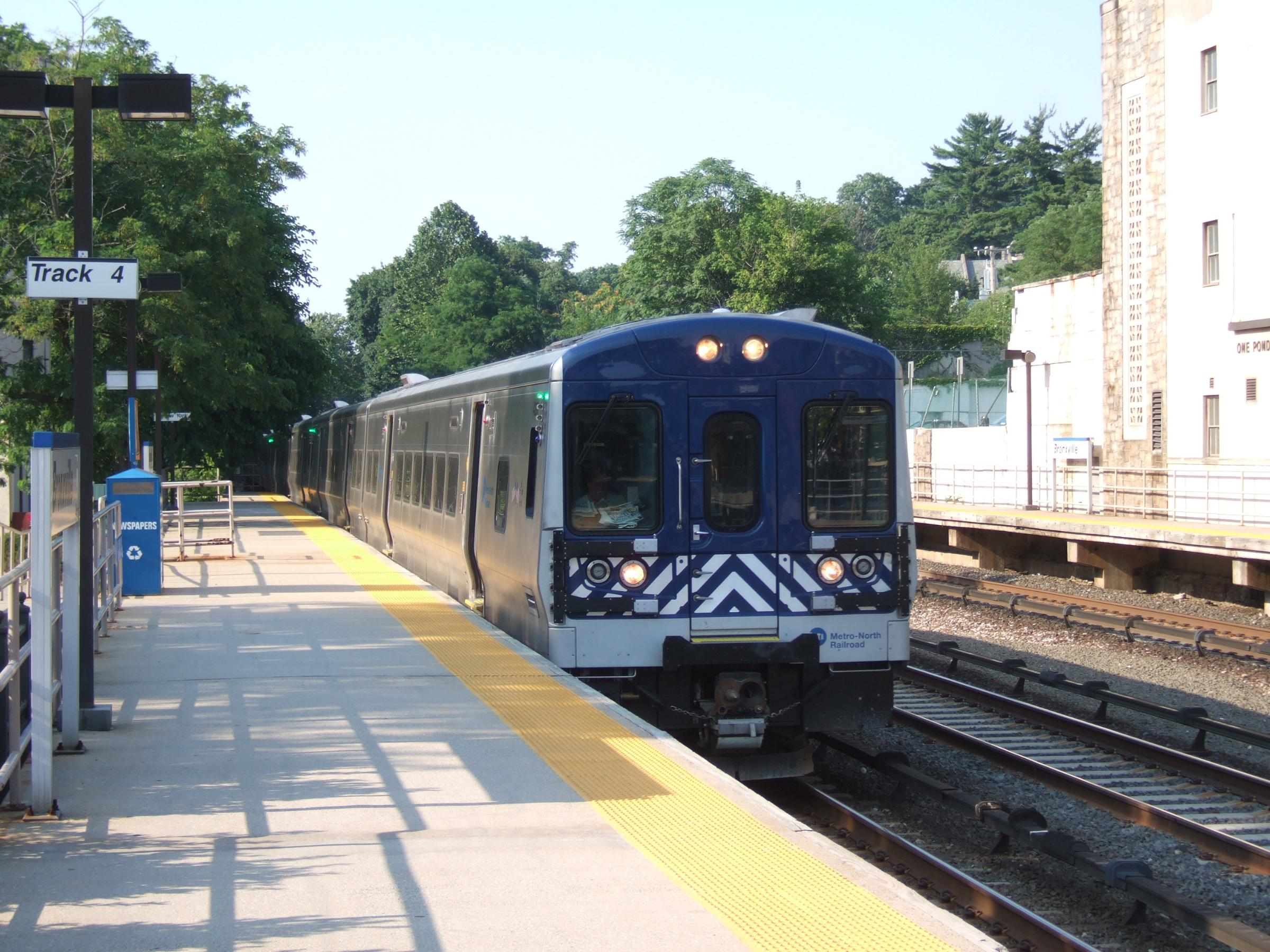
Eine Metro-North-M7A fährt in die Station Bronxville ein.
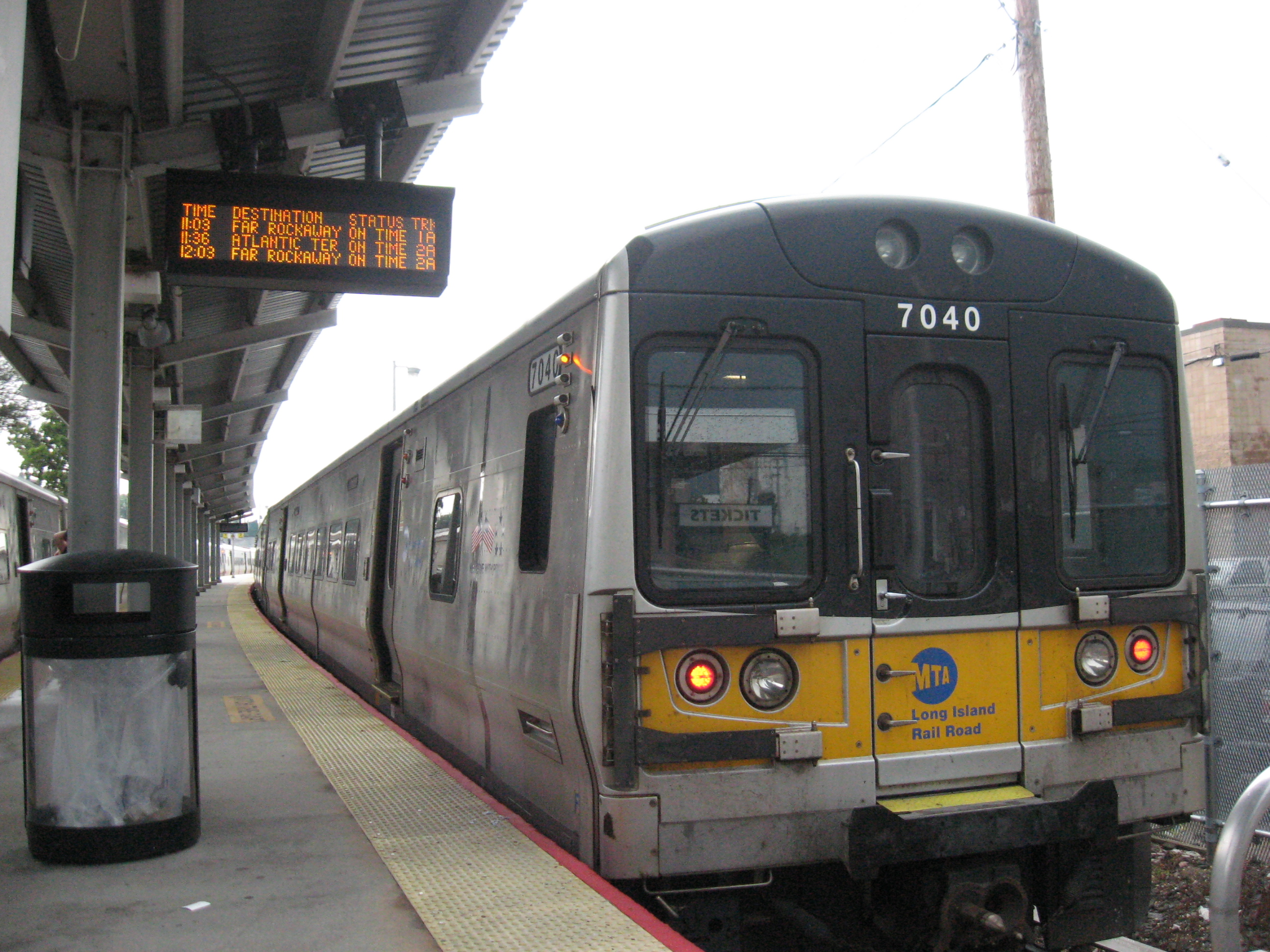
Ein LIRR M7 an der Far Rockaway Station
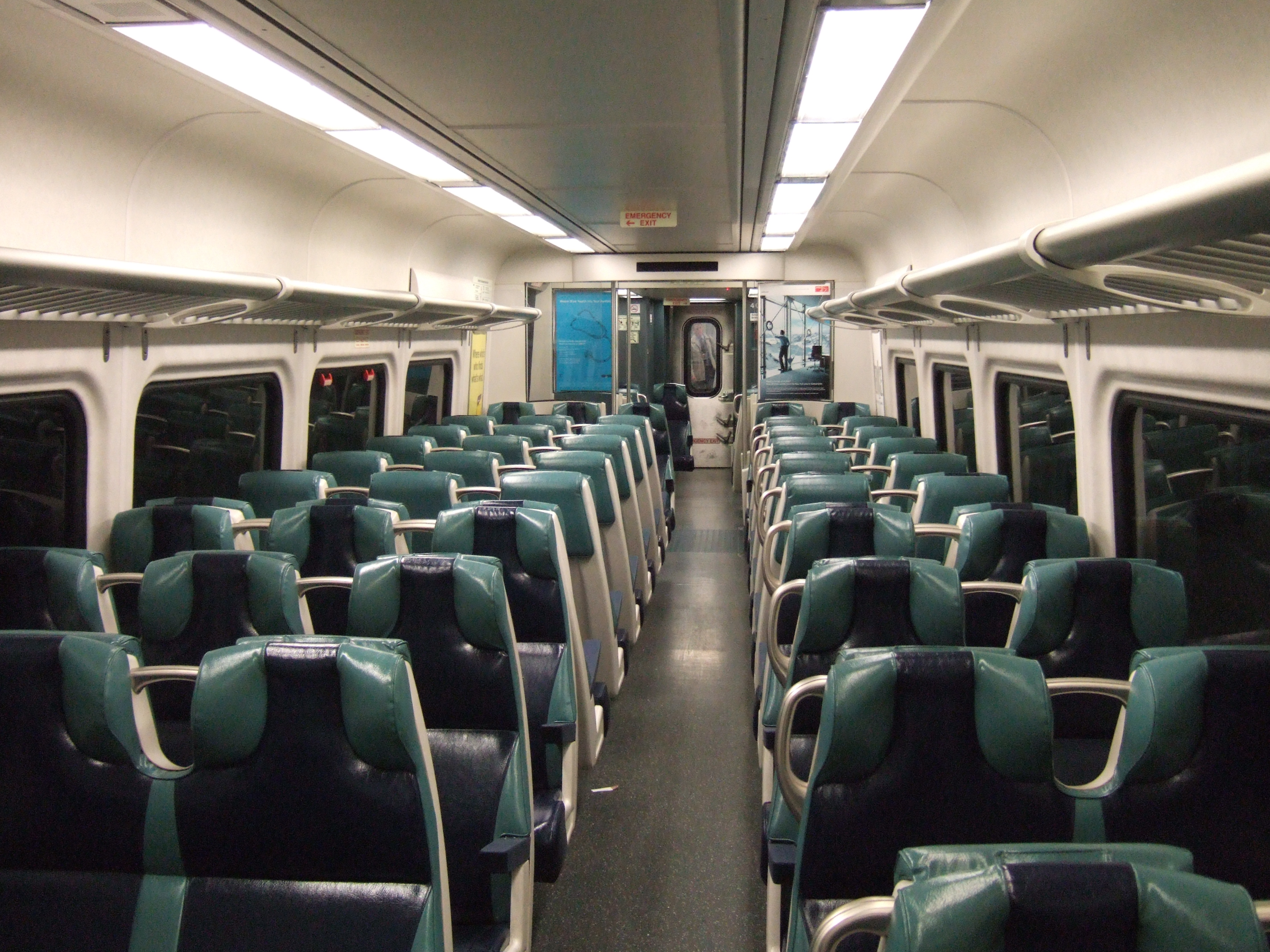
Der Innenraum eines M7A-„A“-Wagens
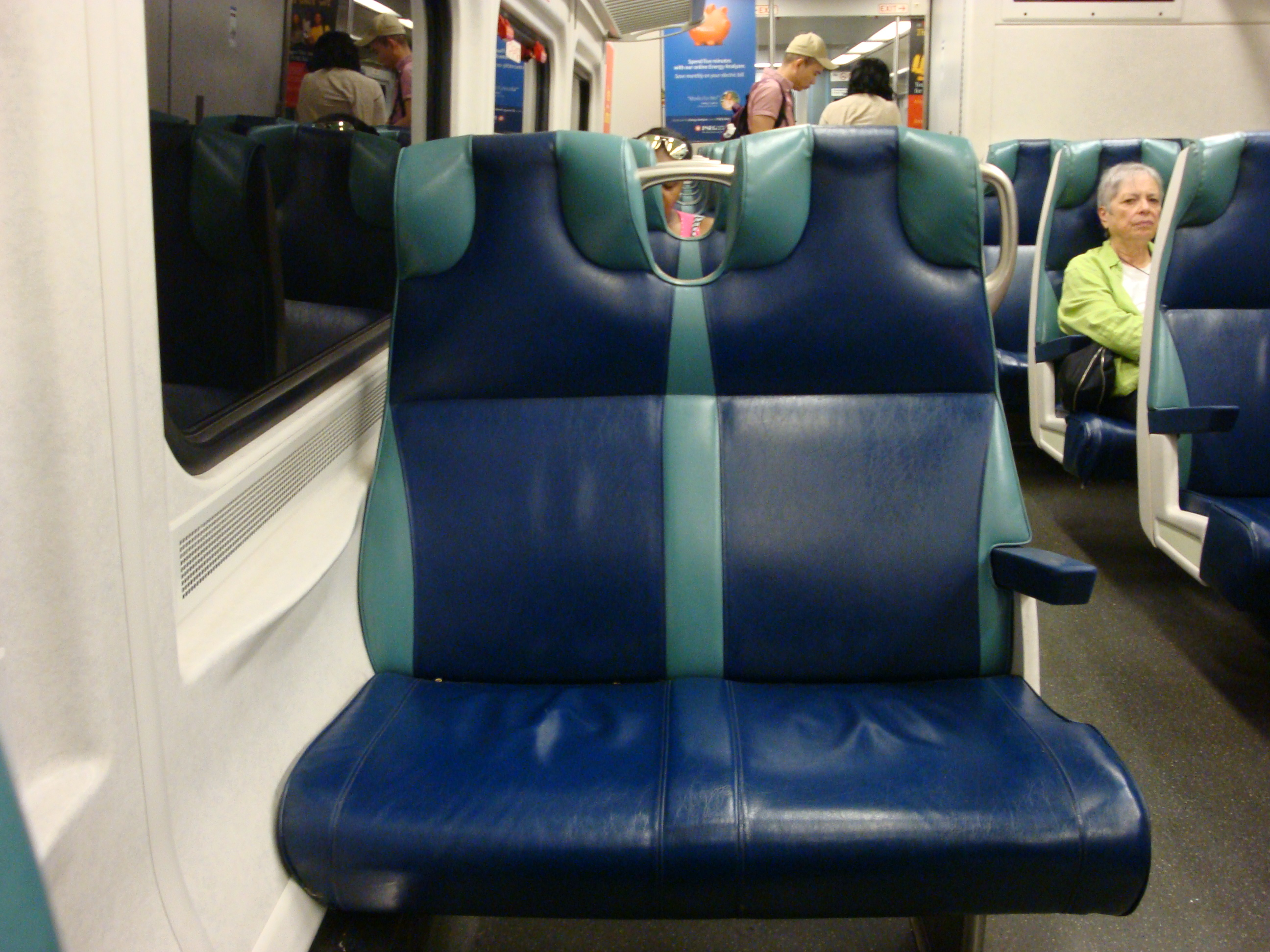
Sitzplätze in LIRR-M7-Wagen